# Фельс (Австрія)
Фельс (нім. Völs) — ярмаркове містечко і громада округу Інсбрук-Ланд у землі Тіроль, Австрія.
Фельс лежить на висоті  574 м над рівнем моря і займає площу  5,62 км². Громада налічує 6502 мешканців. 
Густота населення 1157/км².  
Громада Фельс лежить на південний захід від Інсбрука в долині річки Інн.
|                                |
| Фельс на мапі округу та землі. |

 Адреса управління громади: , 6176 Völs (Tirol). 

## Демографія
Історична динаміка населення міста за даними сайту Statistik Austria

## Галерея

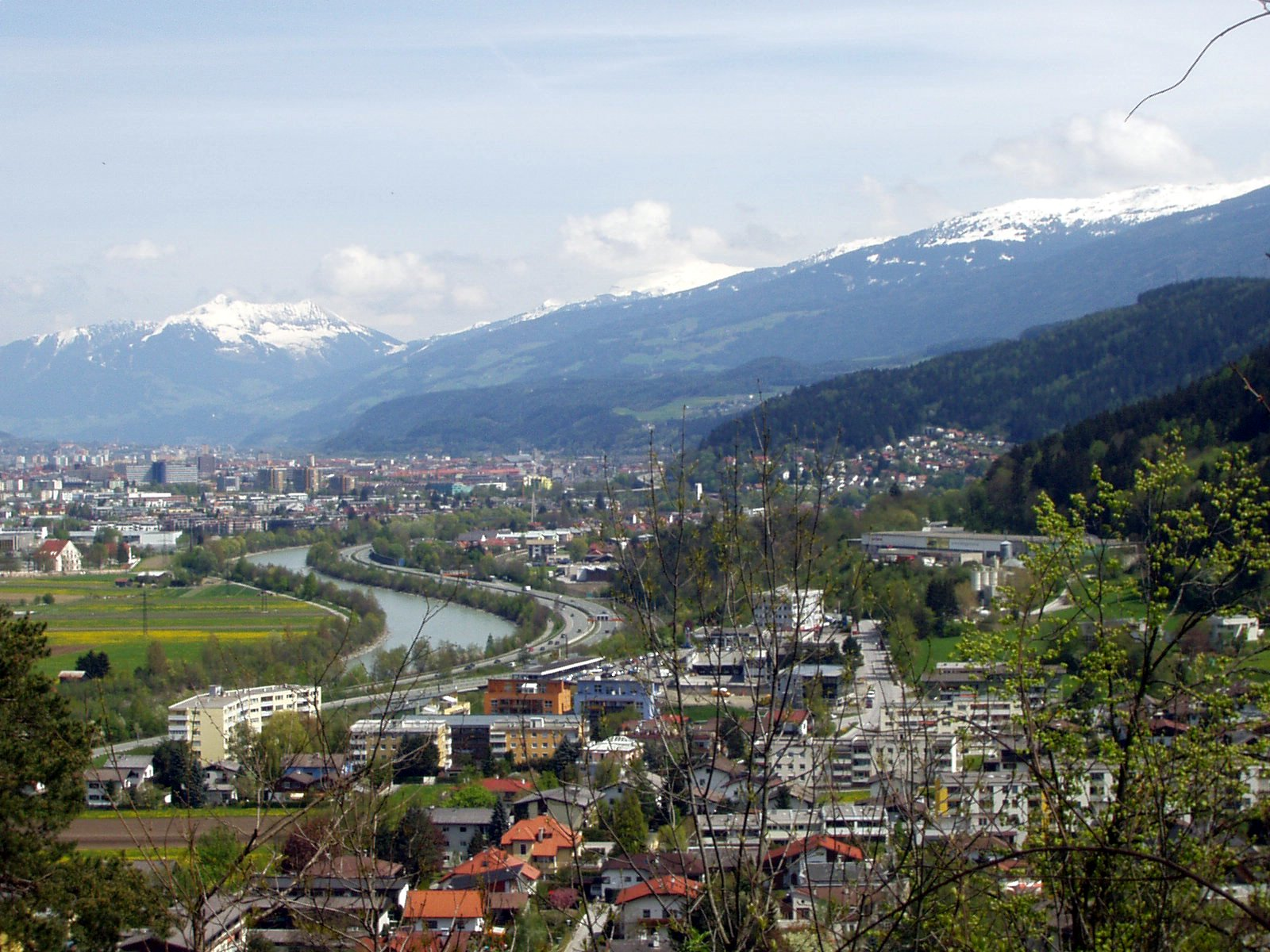
Blick vom Blasiusberg Richtung Innsbruck
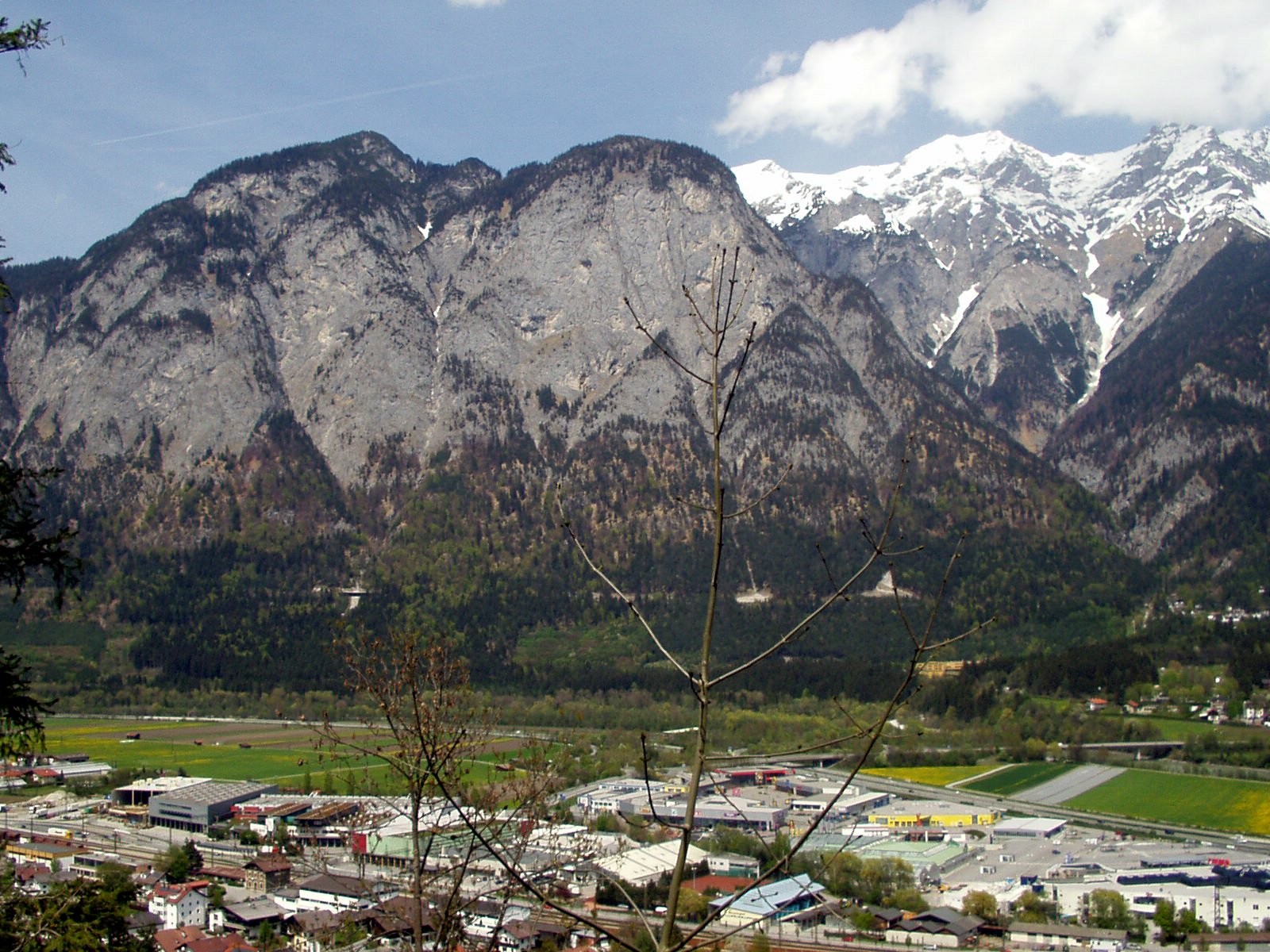
Völser Gewerbegebiet

## Виноски
1. ↑  Dauersiedlungsraum der Gemeinden Politischen Bezirke und Bundesländer - Gebietsstand 1.1.2018 — Статистичне управління Австрії.
2. ↑  https://www.statistik.at/blickgem/blick1/g70364.pdf
3. ↑   www.voels.at
4. ↑  Gemeindedaten von Völs (Tirol)

| Австрія | Це незавершена стаття з географії Австрії. Ви можете допомогти проєкту, виправивши або дописавши її. |